# Веттик, Туудур Пеэтерович
Ту́удур Пе́этерович Ве́ттик (эст. Tuudur Vettik, 4 января 1898, Ида-Вирумаа, Российская Империя — 20 мая 1982, Таллин, Эстонская ССР, СССР) — эстонский композитор и хоровой дирижёр. Народный артист Эстонской ССР (1980).

## Биография
Окончил Таллинскую консерваторию (1926) по классам композиции (у Артура Каппа) и скрипки, в дальнейшем совершенствовал своё композиторское мастерство под руководством Марта Саара. Наибольшую известность, однако, получил в качестве хорового дирижёра. Возглавлял различные коллективы, в том числе хор Таллинского университета (1924—1938). Руководил Эстонскими певческими праздниками в 1933, 1938, 1947, 1960, 1969 и 1980 годах.
В 1940-х годах преподавал в Таллинской консерватории, до 1947 года возглавлял хоровое отделение. В 1950 году вместе с двумя другими профессорами, Рихо Пятсом и Альфредом Каринди, был репрессирован и отправлен в лагерь. В 1956 освобождён, в 1968 году реабилитирован. В 1956—1962 годах вновь преподавал в Таллинской консерватории.